# كيمن ذو النظارة
الكيمن ذو النظّارة أو الكيمن أبو النظَّارة أو الكيمن المُنظَّر، وتُقرأ في بعض المراجع العربية الكَيْمَان (الاسم العلمي: Caiman crocodilus) المعروف أيضًا باسم الكيمن الأبيض، والكيمن الشائع، والكيمن المبقع، هو أحد أنواع التمساحيات المنتمية إلى فصيلة القاطوريات. لونه بني أو أخضر أو رمادي مائل للإصفرار وله حافة شبيهة بالنظارة بين عينيه، ومن هنا يأتي اسمه الشائع. يتراوح طوله بين 1.4 و2.5 أمتار، وتصل كتلته إلى 740 كيلوغرامًا، حيث تكون الذكور أطول وأثقل من الإناث. يختلف غذائه باختلاف المواسم، وهو غالبًا ما يتغذّى على السرطانات والأسماك والثدييات والقواقع. يمتد موسم تكاثر الكيمن ذي النظارة من مايو إلى أغسطس حيث تضع الإناث ما بين 14 و40 بيضة في يوليو وأغسطس. هذه التمساحيات وافرة الأعداد شاسعة الموطن، إذ أنها تنتشر في معظم أمريكا اللاتينية، كما أُدخلت إلى الولايات المتحدة وكوبا وبورتوريكو.

## التصنيف
وصف كارولوس لينيوس الكيمن ذا النظارة عام 1758 باسم Lacerta crocodilus أي «العظاءة التمساحيَّة»، ومنذ ذلك الحين أعيد وصفه عدة مرات، فسمَّاه شنايدر سنة 1801 Caiman sclerops ومعناها «الكيمن الصلب». على الرغم من أن Caiman crocodilus، أي «الكيمن التمساحي» هو الآن الاسم العلمي للنوع، إلا أن بعض العلماء ما زالوا يفضلون استخدام «sclerops»، لأن وجود «crocodilus» اسمًا علميًّا للكيمن قد يسبب الارتباك لأنه يُوحي لارتباطه بِالتماسيح الحقيقية.
للكيمن ذي النظارة أربعة نويعات معترف بها:
- النويعة الأبابوريسية (الاسم العلمي: Caiman crocodilus apaporiensis) (ميديم، 1955)، المعروفة بكيمن نهر أبابوريس؛ مستوطِنة في كولومبيا ويحتمل وجودها في سهول اللانوس.
- النويعة التشياباسية (الاسم العلمي: Caiman crocodilus chiapasius) (بوكورت، 1876)؛ مستوطِنة في المكسيك وأمريكا الوسطى وشمال أمريكا الجنوبية.
- النويعة التمساحية (الاسم العلمي: Caiman crocodilus crocodilus) (لينيوس، 1758)، النويعة النمطية. تُعرف بِالكيمن المُنظَّر؛ تتواجد في أجزاء مختلفة من أمريكا الجنوبية، مثل فنزويلا وترينيداد وتوباغو والبرازيل، وغيرها.
- النويعة البنية (الاسم العلمي: Caiman crocodilus fuscus) (كوب، 1868)، تُعرف بالكيمن البني؛ تنتشر من نيكاراغوا إلى كولومبيا والإكوادور وفنزويلا.

كان يُعتقد سابقًا أن كيمن ياكار (الاسم العلمي: Caiman yacare) هو أحدُ نويعات الكيمن ذي النظارة، إلا أنه يُعتبر الآن نوعًا منفصلاً قائمًا بذاته.

## المميزات

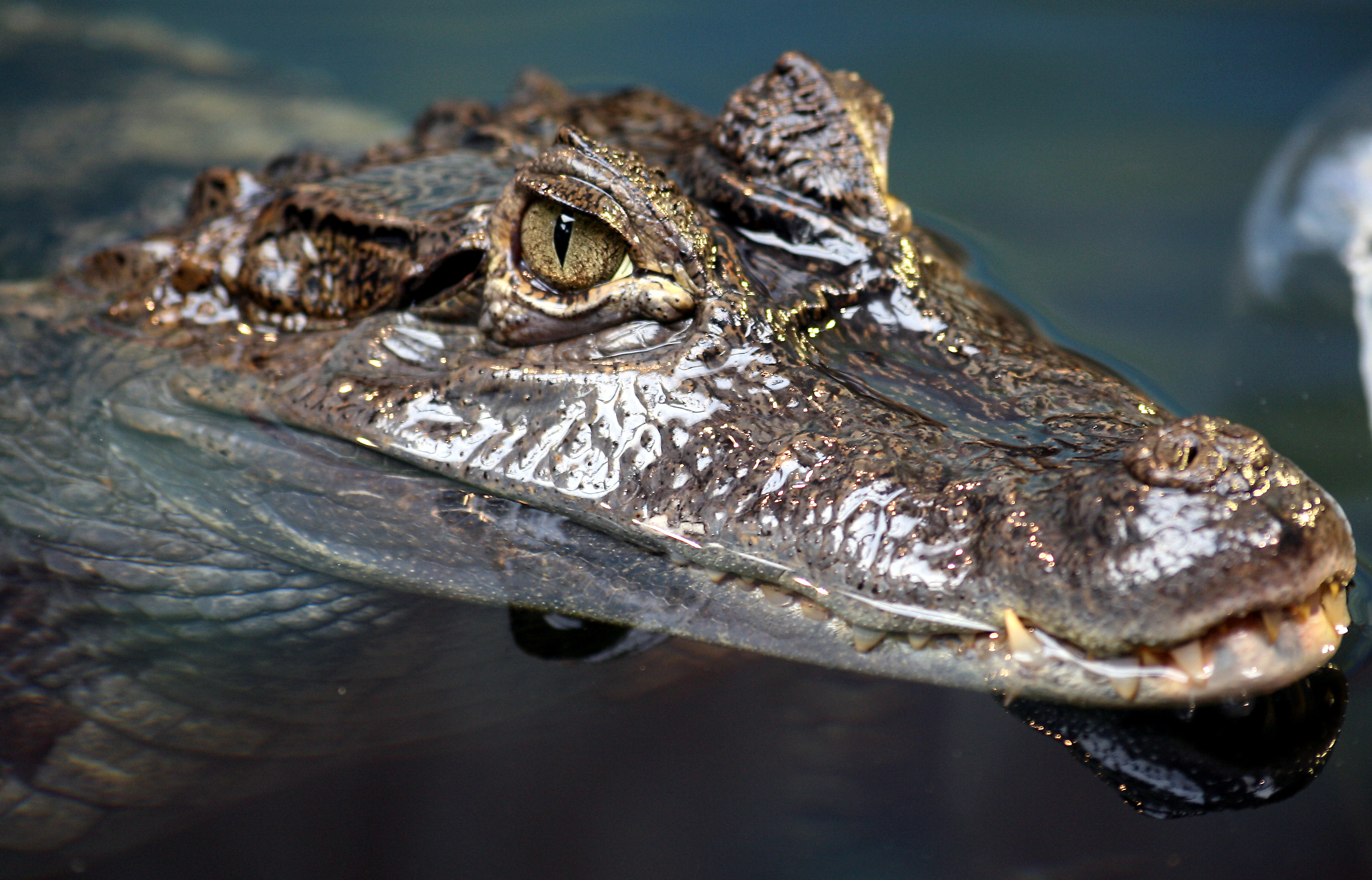
رأس كيمن ذو نظَّارة، مع تلال مرئية بين عينيه

الكيمن ذو النظارة هو تمساح صغير إلى متوسط الحجم. تنمو الإناث عمومًا إلى ما لا يزيد عن 1.08 إلى 1.4 أمتار ونادرًا ما يمكن أن تنمو إلى ما يقرب من مترين. يمكن للذكور البالغة أن يتراوح طولها بين 1.5 و1.8 أمتار بينما يتراوح طول الكيامن الكبيرة الناضجة ما بين 2.0 و2.5 أمتار، على الرغم من أن قلَّة منها نسبيًا تصل إلى الحجم المذكور. الحجم الأقصى المُسجّل للنوع هو 2.64 متر. تتراوح كتلة جسم معظم الكيامن البالغة بين 7 كيلوغرامات و40 كيلوغرامًا، حيث تكون الذكور عادة أثقل بكثير من الإناث. وقد سُجّل نمو بعض الذكور في سهول اللانوس حتى 58 كيلوغرامًا.
الجزء العلوي من الكيمن ذو لون بني أو أخضر أو رمادي مصفر وله شرائط متقاطعة بنية داكنة، مع جانب سفلي أفتح. وله قزحية مخضرة. وجفون مُجعّدة. يتغير لونه بشكل موسمي، أثناء الطقس البارد، تتمدد الصبغة السوداء داخل خلايا الجلد، مما يجعلها تبدو أغمق. هذا النوع له سن رابع متضخم، والأسنان الموجودة في فكه السفلي تخترق تجويفًا في فكه العلوي. وله أنف طويل يتناقص بشكل معتدل، مع طرف غير ممتد. تبدأ عدة نتوءات أمام عينيه وتنتقل إلى طرف أنفه. يأتي اسمه الشائع، أي «ذو النظَّارة»، من النتوءات العظمية بين عينيه، الأمر الذي يجعلها أشبه بزوج من النظارات.

## علم الأحياء والسلوك

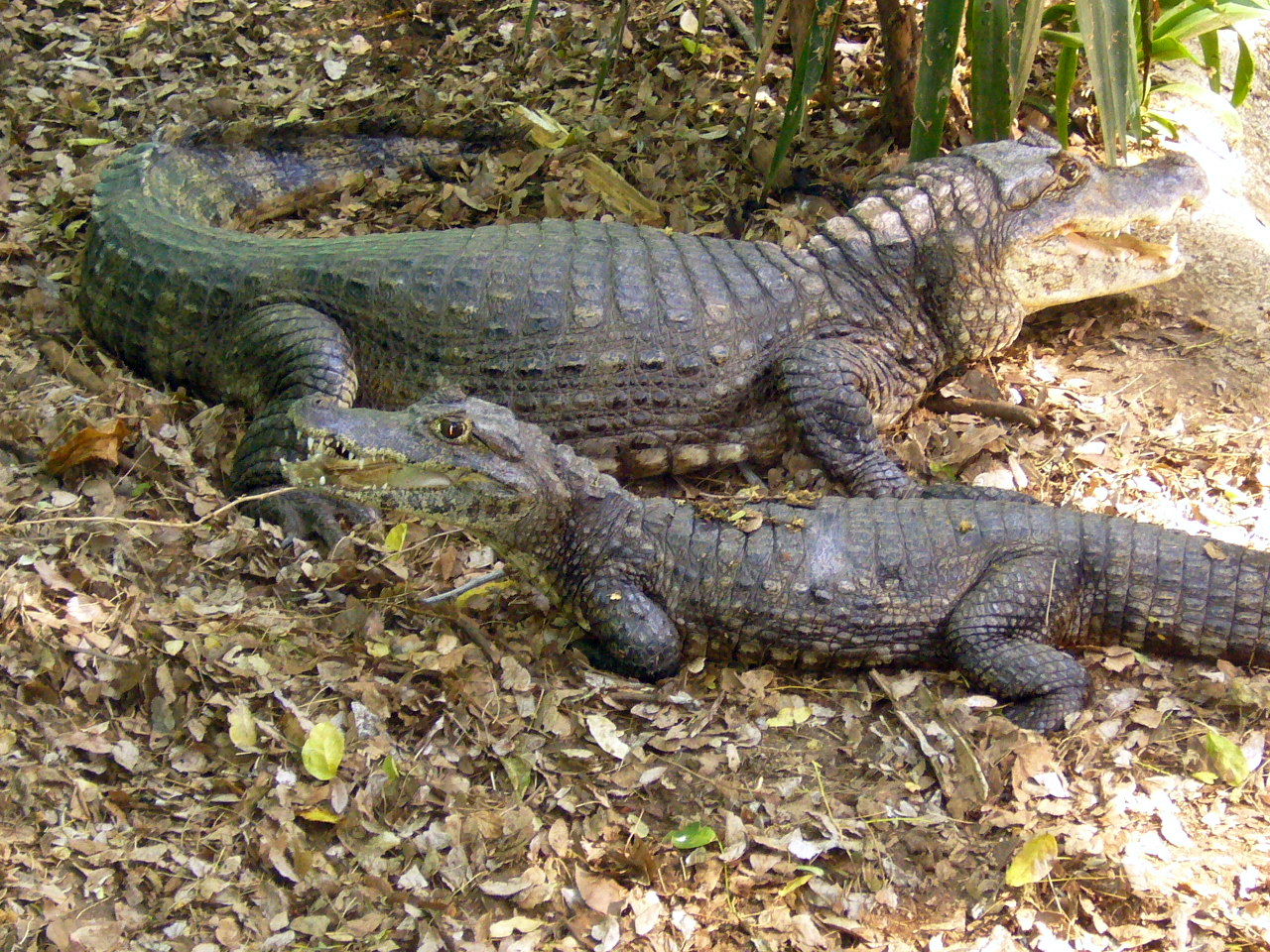
كيمن ذو نظارة في مونتيريكو، غواتيمالا

يمكن أن يتحرك الكيمن ذو النظارة بسرعة عندما يتعرض للتهديد، ولكنه عادة ما يكون بليدًا، ويستريح على الشواطئ أو جزئيًا في الماء. في موسم الأمطار تصبح الذكور عدوانية وإقليمية.

### الصيد والنظام الغذائي
عادة ما يصطاد في الليل، يختلف تغذِّي الكيامن ذوات النظارة باختلاف المواسم. خلال موسم الأمطار تأكل الحلازين والسرطانات في المياه العذبة بالدرجة الأولى، بينما تأكل الأسماك في الغالب في موسم الجفاف. تميل الكيامن الصغيرة إلى افتراس الحشرات بالمقام الأول، بينما تغتذي الحيوانات الأكبر حجمًا بالثدييات والأسماك. بشكل عام أكثر الحيوانات شيوعًا في قائمة طرائد هذا النوع هي السرطانات والأسماك والثدييات والقواقع. من الحيوانات الأخرى التي تقتات عليها الكيامن ذوات النظارة: البرمائيات والعناكب والطيور وكثيرات الأرجل والزواحف. ومن المعروف أيضًا أنها تأكل المواد النباتية؛ في دراسة أجريت على هذا النوع في بورتوريكو، كان لدى حوالي 55% من الحيوانات البالغة نباتات في نظامها الغذائي، وخاصة العشب والبذور. حوالي 8% من الحيوانات البالغة و6% من الأحداث في الدراسة لديها حصوات في المعدة أيضًا. وفقًا لقائمة أنواع التمساحيات، فمن المحتمل أن يكون الكيمن مُفترسًا عموميًّا، أي أنه قادر على التكيف مع مجموعة متنوعة من الفرائس.

### التواصل
يستخدم الكيمن تسعة أصوات مختلفة وثلاثة عشر عرضًا مرئيًا للتواصل مع الأفراد من نوعه. تصدر الكيامن البالغة واليافعة دعوات للتماسك الجماعي. من المعروف أن الذكور تتواصل عن طريق تحريك ذُيولها إلى موضع معين، مثل جعله رأسيًا أو مقوسًا. تُصدر الأحداث أصواتًا عندما تكون في محنة وتطلق الإناث البالغات نداءات لتحذير الصغار من التهديدات.

### التكاثر

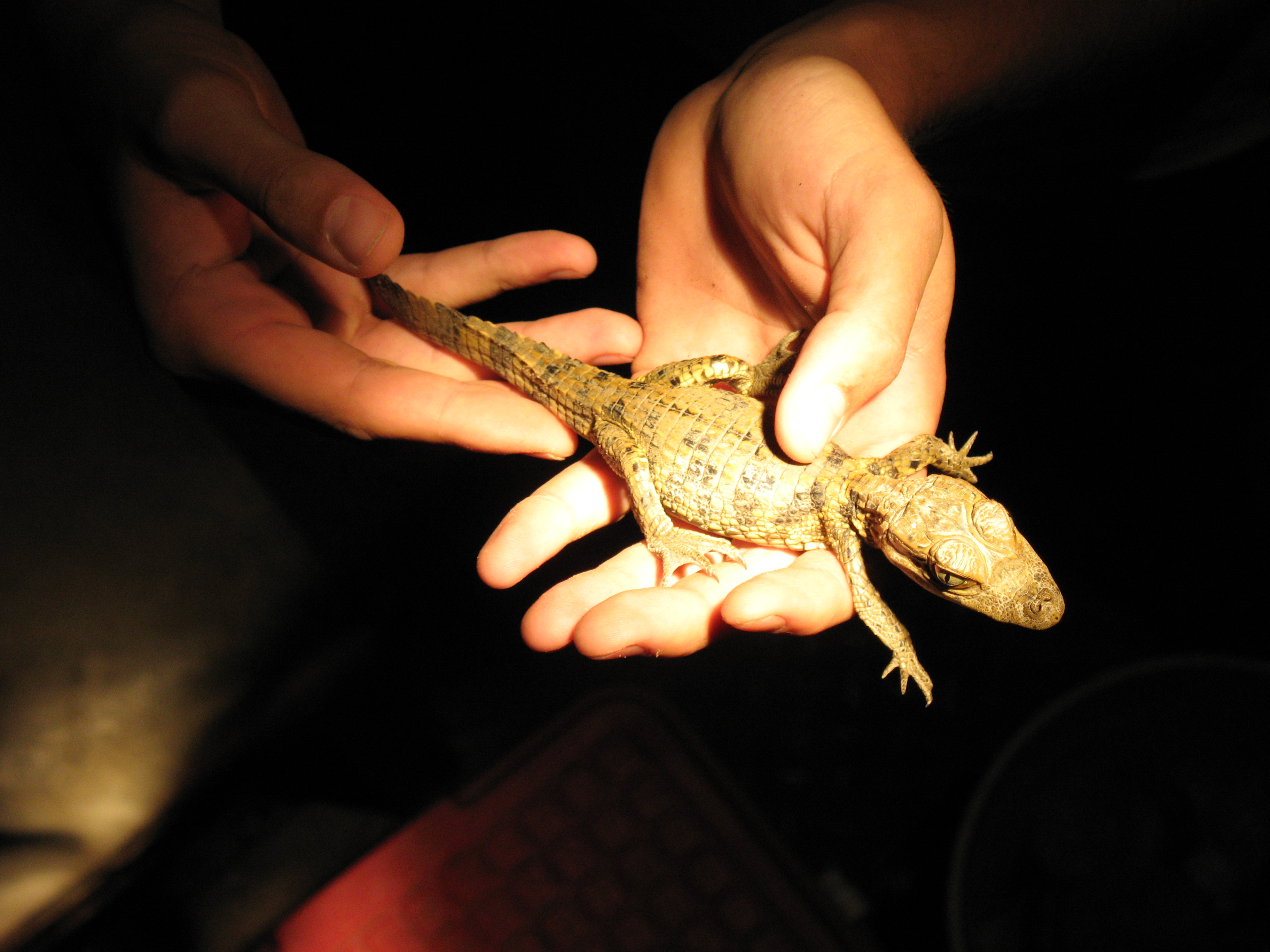
لوس يانوس، فنزويلا

يصل الكيمن إلى مرحلة النضج الجنسي خلال أربع إلى سبع سنوات، وحينها يصل طول الإناث منها إلى 1.2 متر والذكور إلى 1.4 أمتار. عادة ينضج الأفراد الأكثر سيطرة بشكل أسرع. تختار الكيامن أليفاتها وتنخرط في الجماع من مايو إلى أغسطس، خلال الموسم الماطر. تبني الإناث أعشاشًا من النباتات الكثيفة، في مناطق قريبة من المياه حيث لا تكون معرضة لخطر الفيضانات. تزيد الأعشاش عن متر واحد في القطر ويمكن أن يصل ارتفاعها إلى 40 سم، لكن الحجم الدقيق يعتمد على الموارد المتاحة. توضع البيوض خلال شهري يوليو وأغسطس؛ نادرًا ما تعشش هذه الأنواع في الشتاء، حيث تكون درجة الحرارة منخفضة جدًا بالنسبة للبيض. من المعروف أن الإناث الأكبر حجمًا تضع بيضًا أكبر مقارنة بالإناث الأصغر. تبقى الإناث بالقرب من أعشاشها خلال فترة الحضانة، فمن المعروف أن العديد من الضواري، كبعض السحالي الضخمة، تدمر الأعشاش وتفترس البيض. يمكن أن تشكل الفيضانات والبشر هواة جمع البيض أيضًا تهديدًا للأعشاش.
تعتبر درجة الحرارة مهمة للبيض النامي، لذلك تبني الإناث أعشاشها بطريقة تعزلها عن التغيرات الشديدة في درجات الحرارة. عندما تتحلل النباتات في الأعشاش، تنتج الأعشاش الحرارة التي يمكن أن تحافظ على درجة حرارة البيض بحوالي 5 درجات مئوية أكثر دفئًا مما لو كانت معزولة بالطين وحده. لا تحتضن الحرارة البيض فحسب، بل تحدد أيضًا جنس الكيمن النامي. فعندما تكون درجة الحرارة داخل العش حوالي 32 درجة مئوية أو أعلى، يصبح الكيمن أنثى، وبخلاف ذلك يكون ذكرًا. يفقس الصغار بعد 90 يومًا، وتتراوح نسبة البيوض الفاقسة بنجاح ما بين 20 و25% من إجمالي الحضنة. لون الصغار عند الفقس أصفر مع بقع سوداء، يتلاشى مع تقدمها بالعمر، ويتراوح طولها بين 20 و23 سم. تُربّي الكيامن صغارها في حضانة، حيث تعتني الإناث بصغارها، بالإضافة إلى صغار آخرين لا ينتسبون إليها. تدوم فترة العناية بالصغار لمدة تتراوح بين 12 و18 شهرًا. تكون الصغار عرضة للكثير من المخاطر المتمثلة بأنواع مختلفة من الضواري، مثل الطيور الجارحة، ومعظمها تنفُقُ خلال العام الأول من حياتها.

## الانتشار والمسكن
يعتبر الكيمن ذو النظارة النوع الأكثر انتشارًا من الكيامن خصوصًا وتمساحيات العالم الجديد عمومًا. فيتواجد هذا النوع في بلدان مختلفة في جميع أنحاء الأمريكتين، ومنها: البرازيل وكولومبيا وكوستاريكا والإكوادور والسلفادور وغويانا الفرنسية وغواتيمالا وغيانا وهندوراس والمكسيك ونيكاراغوا وبنما وبيرو وسورينام وترينيداد وتوباغو وفنزويلا، وقد تكون موجودة أيضًا في بليز وبوليفيا. أُدخل هذا النوع إلى كوبا وبورتوريكو والولايات المتحدة، وكثيرًا ما يُخطأ المرء في تلك البلاد بين هذه الكيامن والقاطور الأمريكي البلدي. استوطنت بعض المجموعات الدخيلة جنوب فلوريدا، وتُشير بعض التقارير إلى وجود جمهرات معزولة منها في بعض نواحي شمال الولاية. الكيمن ذو النظارة غير متكيف كثيرًا مع المناخات الباردة، لذلك من غير المرجح أن يتوسع نطاقه إلى الشمال أكثر من فلوريدا. عادة ما تقطن الكيامن الغابات ومناطق المياه العذبة (مثل الأراضي الرطبة والأنهار) والأراضي العشبية وأراضي الأشجار القمئية والسافانا، على أنها قابلة للتكيف مع العيش في ضروب أُخرى من الموائل أيضًا، ولو أنها تفضل الموائل ذات المياه الهادئة التي تحتوي على نباتات عائمة، وعادة ما تغمرها المياه وتجف موسمياً. وهذه الكيامن أكثر شيوعًا في المناطق المنخفضة، ومع ذلك وُجدت بعض الأفراد منها على ارتفاعات تصل إلى 800م. في البرازيل، تعيش الكيامن في أنهر الأمازون وأراغوايا وأراغوري وريو نيغرو وبارانيبا وسوليموس وتاباجوس وتوكانتين وشينجو. وهذه الكيامن قادرة أيضًا على العيش في مناطق مأهولة.
البوالغ منها تُقدّر أعدادها بالملايين وهي مستقرة، فحوالي أربعة ملايين كيمن تستوطن فنزويلا على سبيل المثال، وأظهرت الدراسات أنه من المتوقع أن تتزايد، وهذا مثال على قُدرة الكيمن على التكيف. ولا يصدق هذا الكلام على الجمهرات قاطنة جميع دول أمريكا اللاتينية، فبعضها كجمهرة بيرو، تعاني معاناة كبيرة. الكيامن في منطقة واحدة يمكن إحصاء أفرادها بسهولة من خلال عدِّها خلال موسم الجفاف في الليل.

## حالة الحفظ

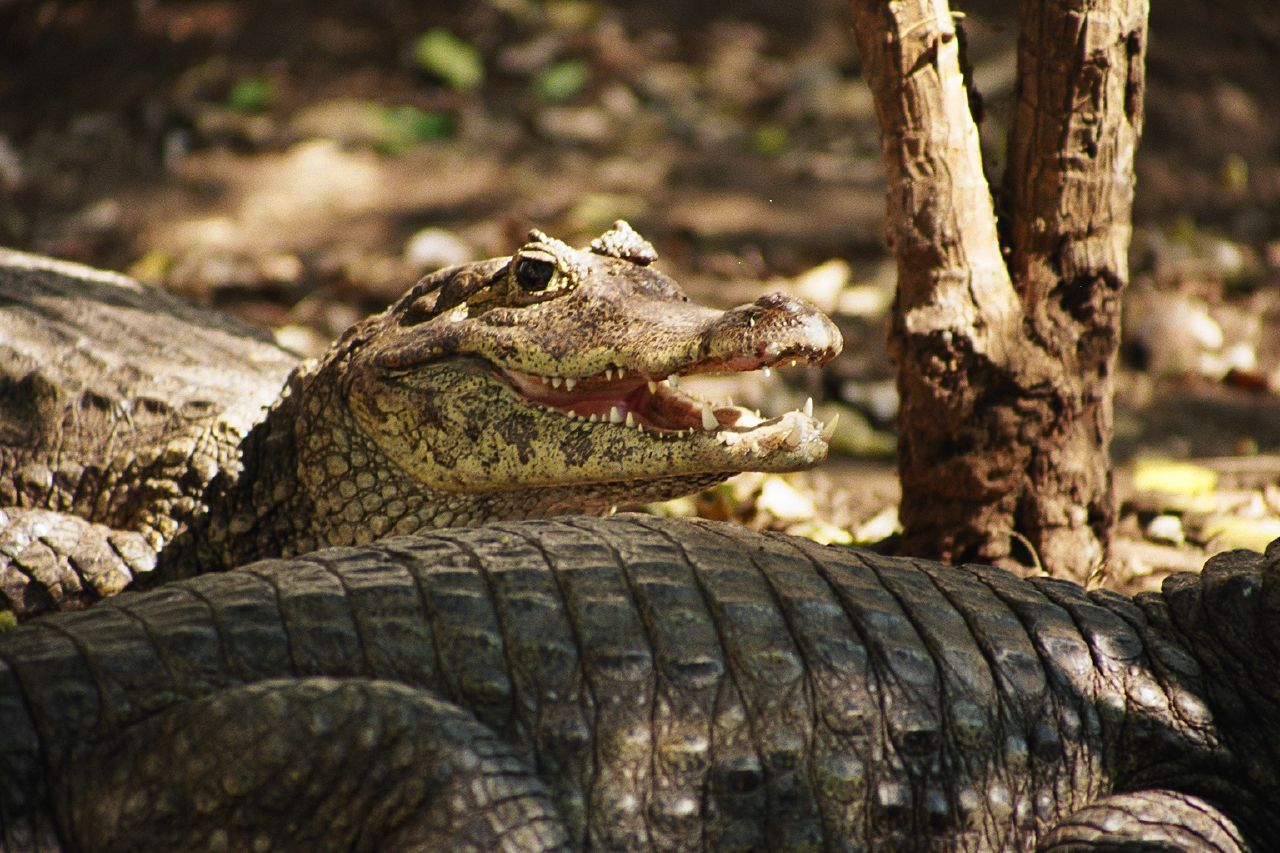
كيمن ذو نظارة في غواتيمالا

جلد الكيمن ذي النظارة مغطى بصفائح عظمية مما أعفاه سابقًا من ملاحقة الصيادين الهادفين للاتِّجار بجلده. ومع ذلك، أصبح جني جلود هذه الكيامن وغيرها شائعًا جدًا في خمسينيات القرن العشرين، بسبب تراجع أعداد التماسيح الأكثر تفضيلًا في هذه التجارة. خلال سبعينيات وثمانينيات القرن العشرين، لاحق الصيادون والتجار هذه الكيامن بشكل متكرر، مما أدى إلى انخفاض أعدادها في بعض المناطق. غالبًا ما كانت جلودها تُصدّر من أمريكا الجنوبية، حيث صُدِّر ما لا يقل عن 6 ملايين جلد كيمن من كولومبيا من عام 1996 إلى عام 2015. ومع ذلك، أدت جهود الحفظ منذ ذلك الحين إلى انخفاض كبير في عدد الجلود المصدرة. في معظم البلدان يعتبر صيد هذا النوع قانونيًا. تسمح فنزويلا بالصيد كل خريف، بشرط ألا يتجاوز العدد الإجمالي للكيامن في الموسم 150,000. بسبب قدرتها على التكيف وانتشارها الواسع، لا يؤثر فقدان الموائل بشكل كبير على الكيمن على مستوى العالم. كما أنها مرنة بشكل معقول بحيث تتأقلم مع ضغوط الصيد، إذ يركز الصيادون عادة على الذكور الكبيرة بينما يدعون الحيوانات الصغيرة، التي تتكاثر وتُعيد إنعاش أعدادها. ومع ذلك، فإن بعض الجمهرات مهددة بشدة، كما جمهرة كولومبيا، ويطال التهديد النويعات بالدرجة الأولى.
يستفيد الكيمن ذو النظارة من الصيد الجائر للأنواع المنافسة التي تحتل نفس النطاق المحلي، حيث يتيح ذلك له الوصول إلى الموارد التي كانت لتلك الأنواع قبل اصطيادها. تؤثر الجمهرات التي أُدخِلت إلى كوبا وبورتوريكو والولايات المتحدة سلبًا على الحيوانات المحلية هناك، ويُعتقد أنها كانت السبب الرئيسي في استئصال التمساح الكوبي من جزيرة خوفينتود في كوبا. هذا النوع له نظام غذائي مشابه للكيمن الأسود، فكلا صغار النوعين تقتات على الحشرات في الغالب، والبوالغ تفترس الأسماك، الأمر الذي يسبب منافسة بين النوعين، مما يجعل من الصعب على أفراد الكيمن الأسود التعافي من الضغط الذي تفرضه عليها نسيباتها. حلَّت الكيامن ذوات النظارة مكان الكيامن السوداء في أجزاء من غابات الأمازون المطيرة التي استُأصِلت منها.
تحظى هذه الكيامن بالحماية في العديد من البلدان التي تستوطنها، وبعضها يلجأ لبرامج معينة بغية إكثارها أو ضبط أعدادها في المناطق التي تكاثرت فيها بشكلٍ غير مضبوط، وفي هذه الحالة يُصار إلى قتل أعدادٍ مُحددةٍ منها بشكلٍ دوريّ للحفاظ على نسبةٍ ثابتةٍ للجمهرة. الآثار طويلة المدى لهذه الطريقة لم تُكتشف بعد؛ وقد أوصي بمزيدٍ من الدراسات حول هذا الأمر. كما استُخدِمت برامج إكثارٍ لهذه الحيوانات في بعض المزارع في سبيل الحفاظ عليها، ولكن يبدو أنها أكثر تكلفة وأقل فعالية في تحقيق هذه الغاية، من برامج وأساليب أخرى. برنامج الحفظ في كولومبيا الذي كان موجودًا من سنة 2004 إلى سنة 2006، قام بإكثار الكيامن في الأسر وأطلق سراح الصغار منها في البرية عندما بلغت سنة من العمر. أطلق برنامج مماثل أكثر من 15000 صغير في الأراضي الرطبة من 2005 إلى 2009. في السابق، كانت كولومبيا تقيد تصدير جلود الكيمن ذي النظَّارة بحيث لا تسمح إلا بتصدير الجلود الأقصر من 1.2 متر، ولكن اعتبارًا من عام 2011، استُبدل هذا التقييد بآخر يُحدد قياس بعض القطع الفردية من الجلود، بدلاً من حجمها الكلي، علمًا بأنه أقل فعالية من القيد السابق، إذ يمكن أن تتوافق الجلود الكبيرة مع حدود الحجم إذا قُصَّت وشُذِّبت. وفقًا للاتحاد الدولي للحفاظ على الطبيعة، فإن المزيد من الدراسات حول هذا النوع ستساعد في خطط الحفاظ عليها مستقبلًا.
أُدرِج الكيمن ذو النظارة كأحد الأنواع الأقل إثارة للقلق في القائمة الحمراء للأنواع المهددة بالانقراض، نظرًا لموطنها الشاسع وأعدادِها الكبيرة على مستوى العالم، بعد تقييمين مهددين في عام 1986 وعام 1988.

## معرض صور

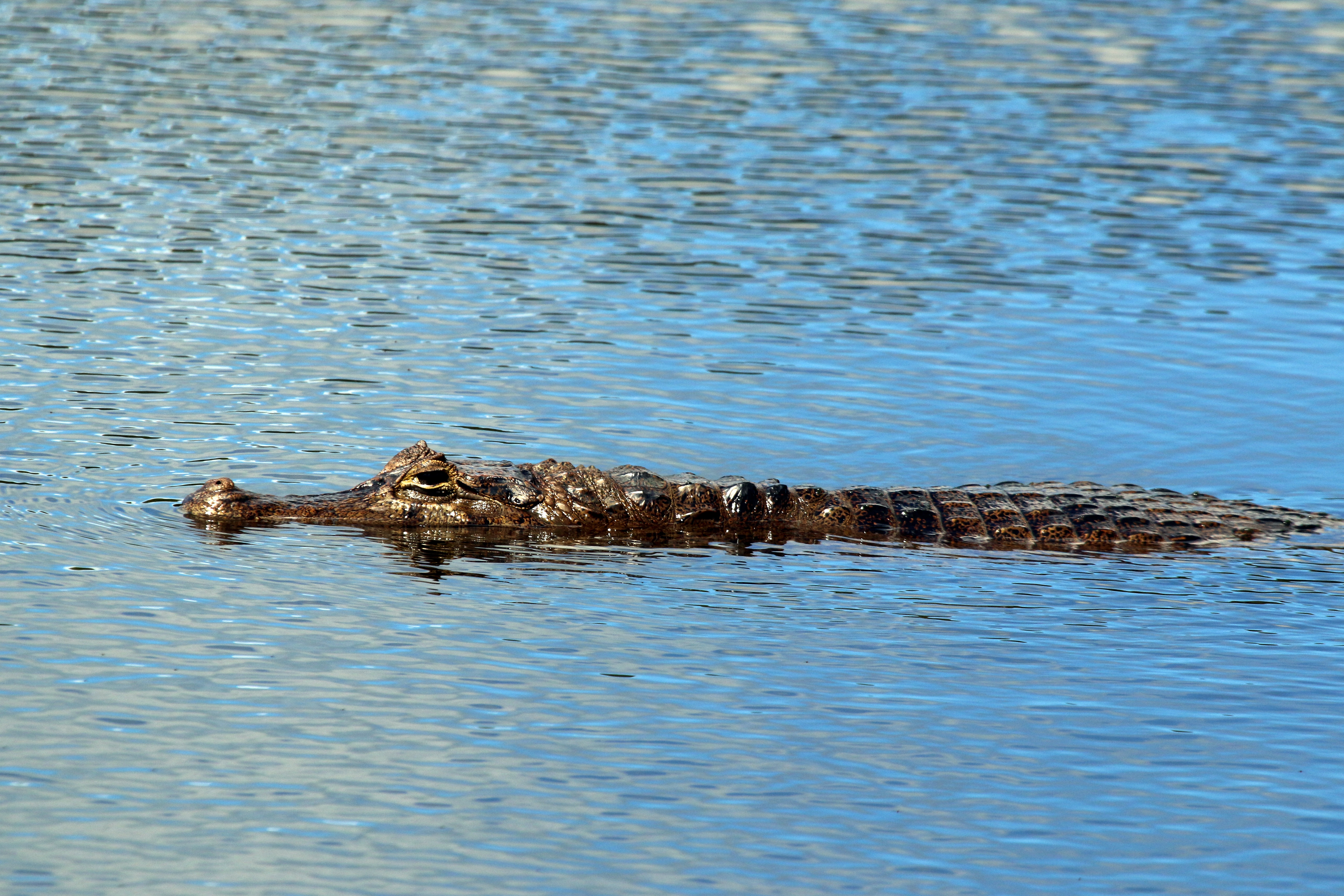
كيمن ذو النظارة يسبح في توباغو
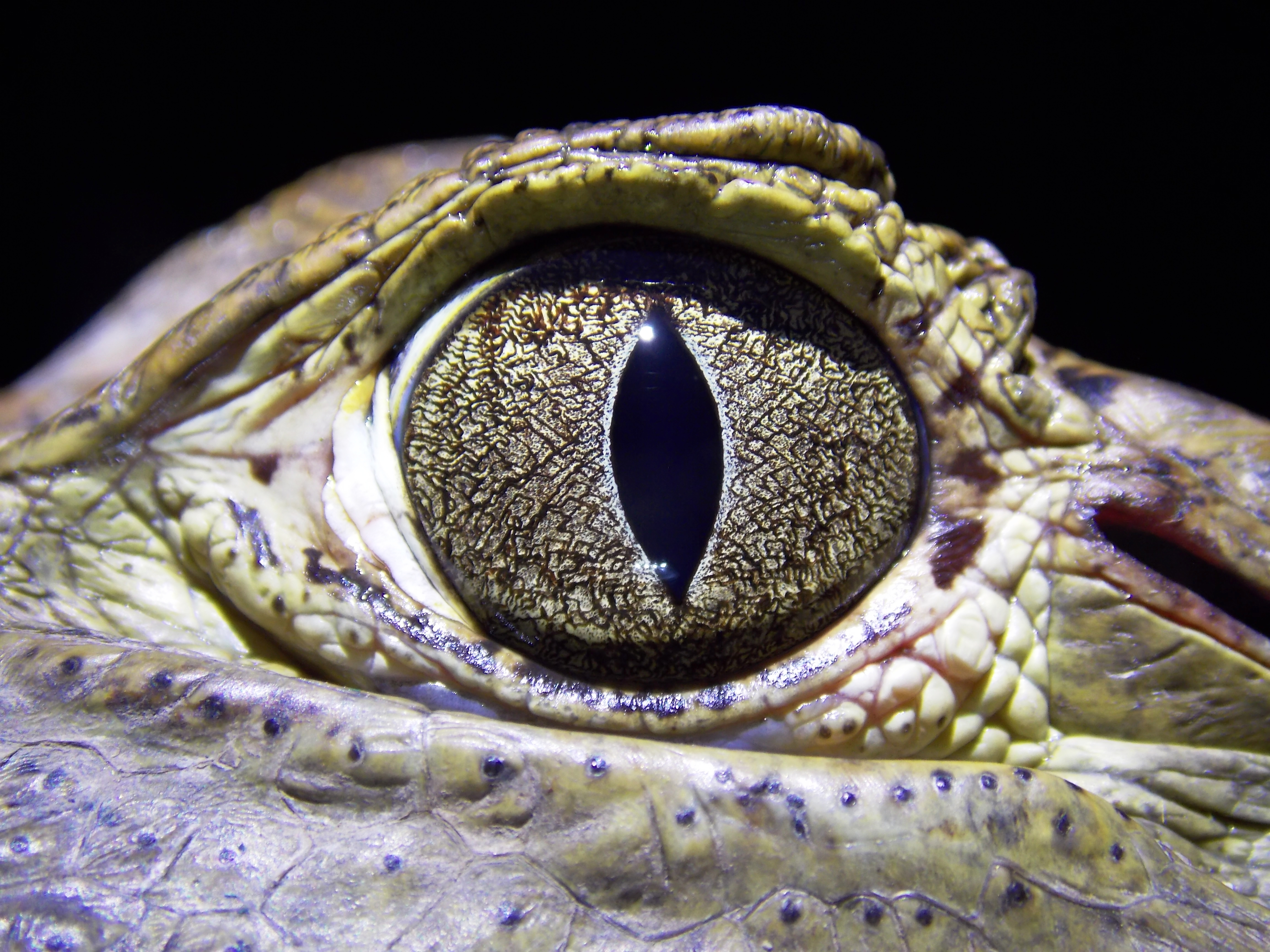
عين الكيمن ذي النظارة
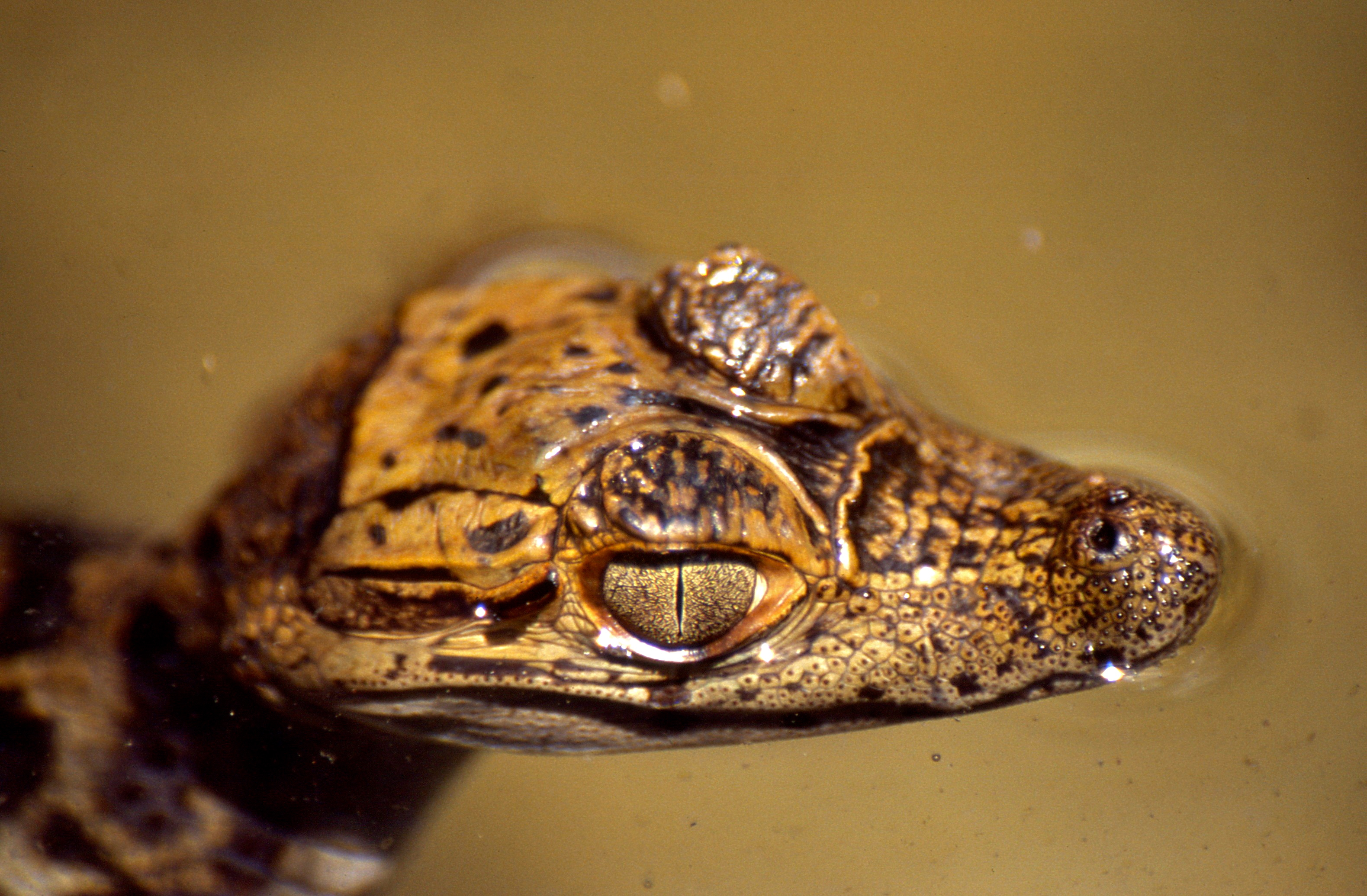
كيمن صغير أصفر مع بقع سوداء
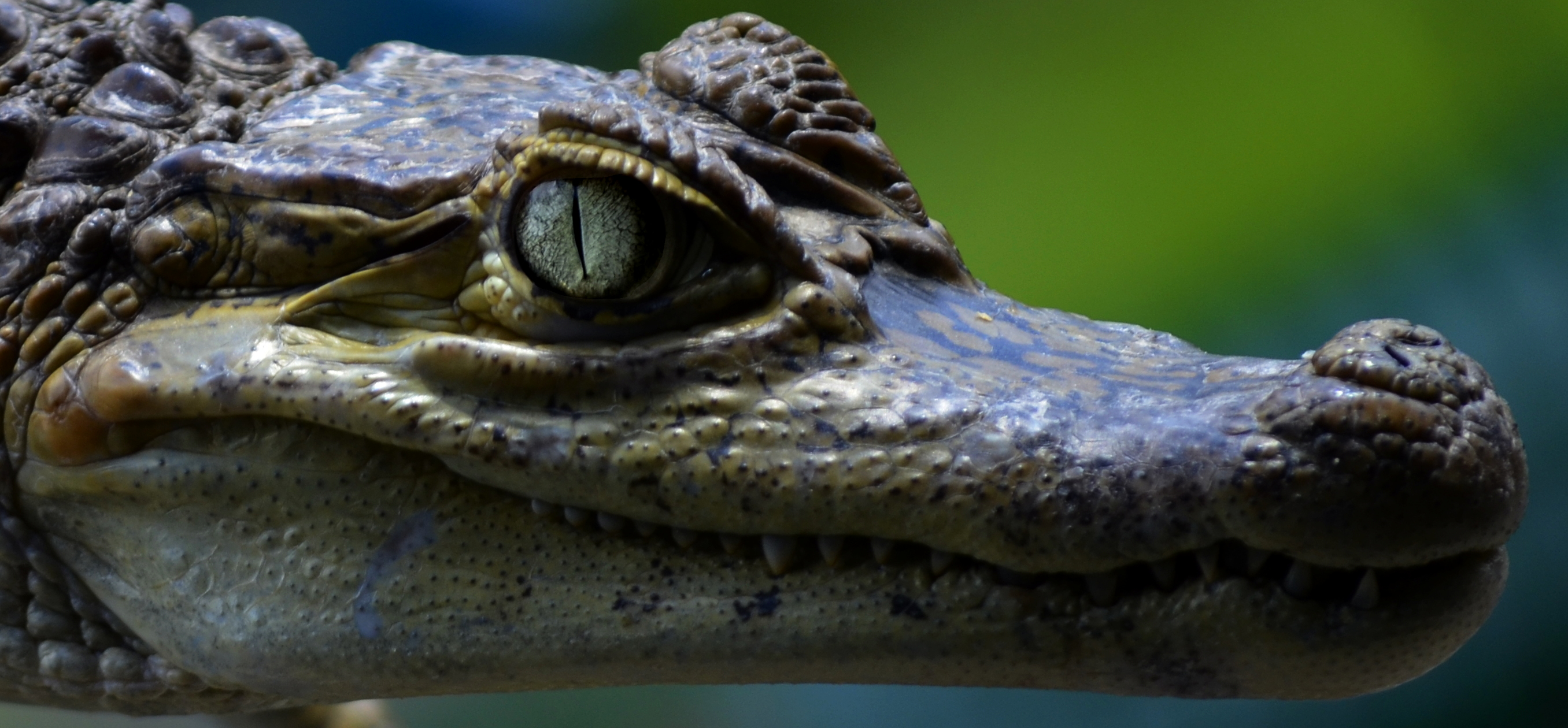
كيمن بالغ
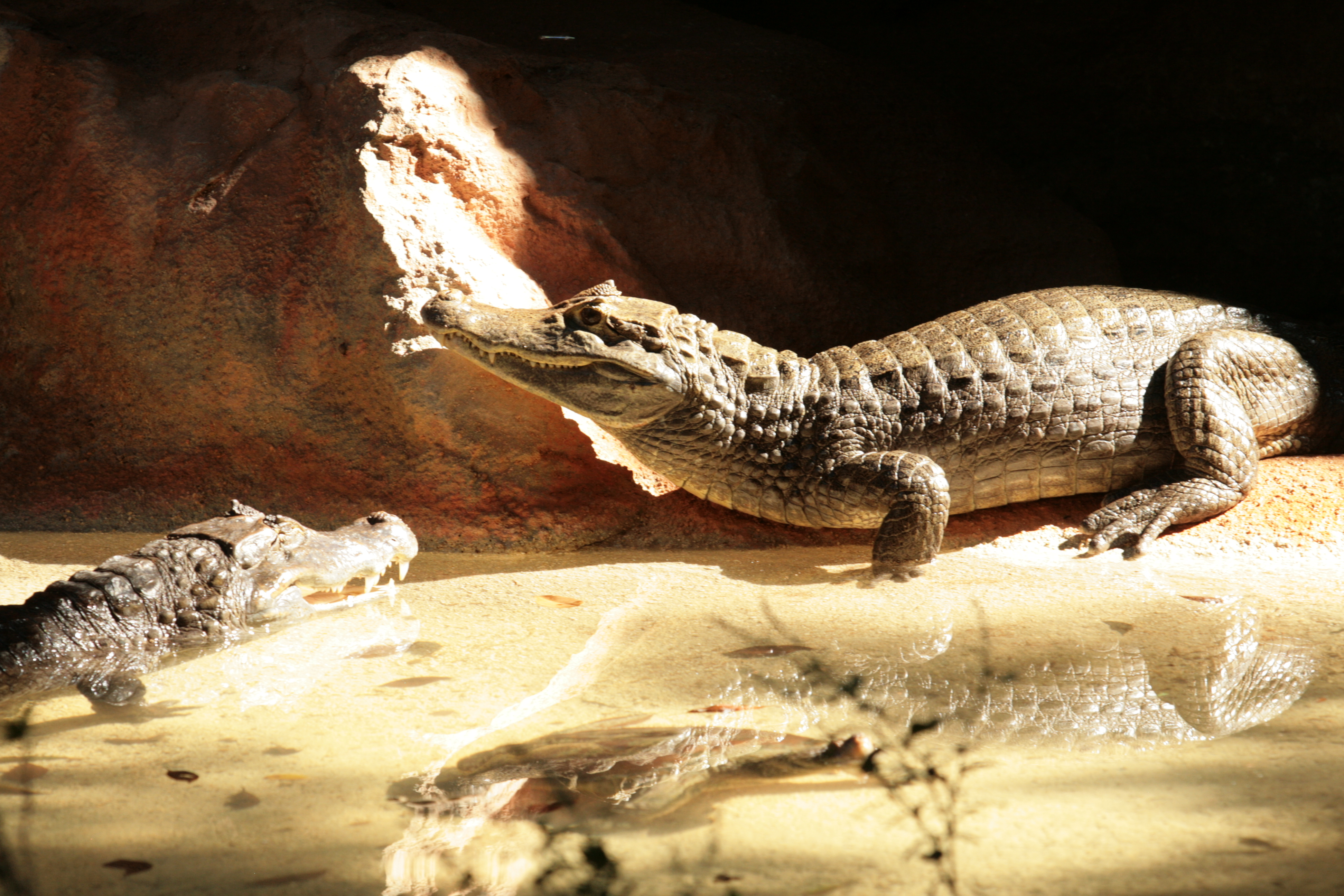
كيمن في حديقة الحيوان في بورتوريكو
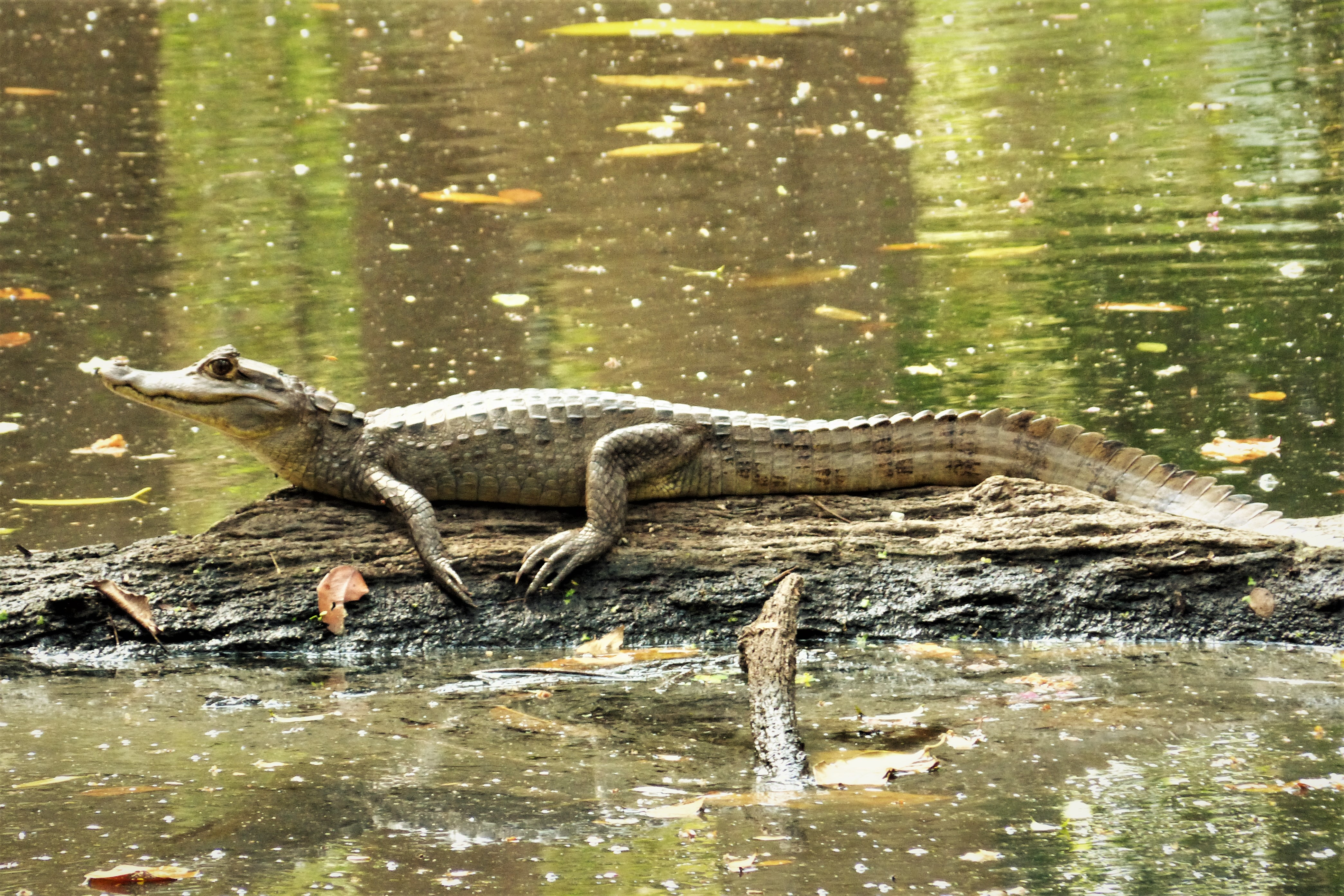
كيمن في حديقة فيجيا في بنما
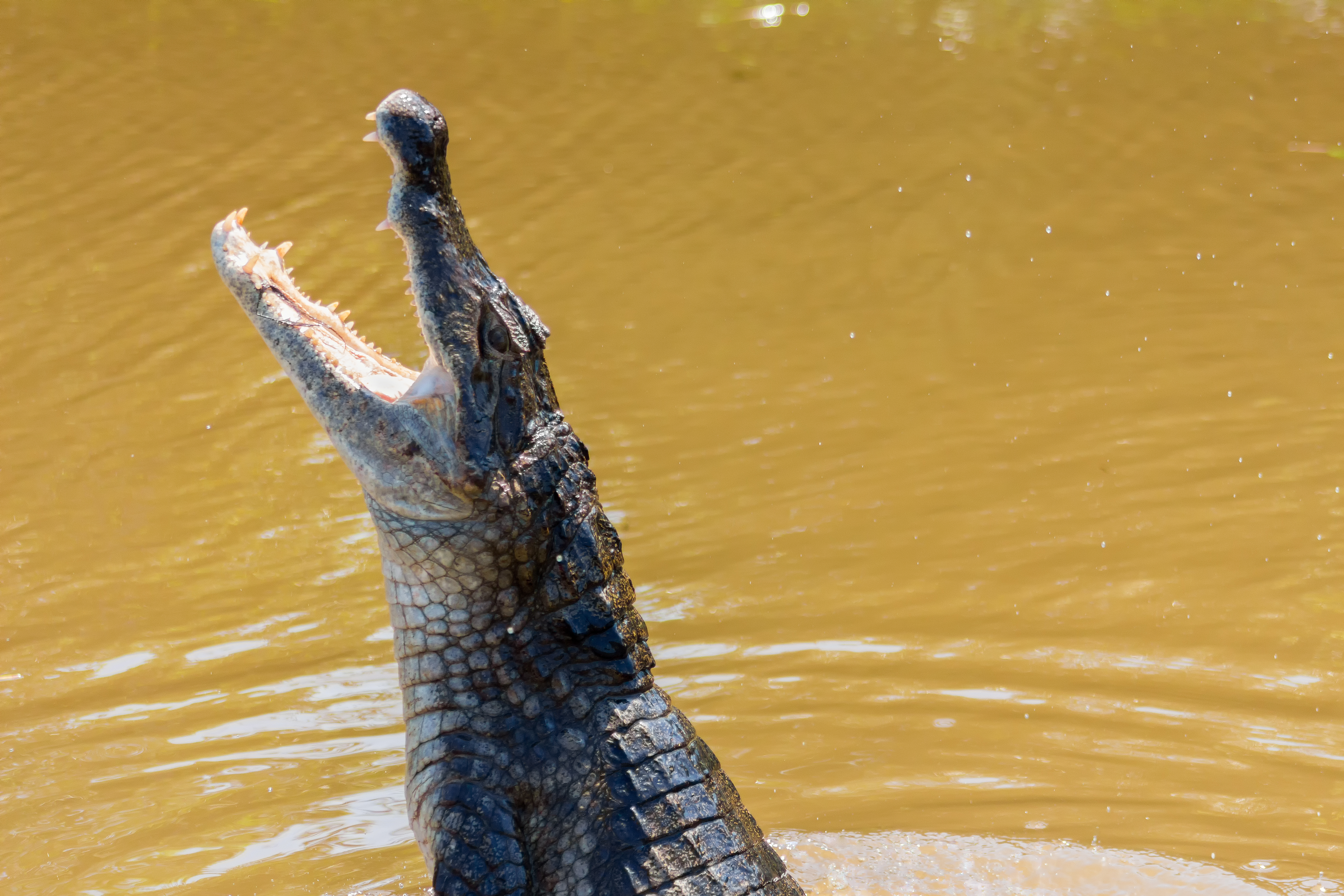
كيمن فاتح لفمه

## وصلات خارجية
- الكيمن ذو النظَّارة من شبكة تنوع الحيوانات (بالإنجليزية).
- الكيمن ذو النظَّارة (ScienceDirect) (بالإنجليزية).